# Haïti op de Olympische Zomerspelen 1960
Haïti nam deel aan de Olympische Zomerspelen 1960 in Rome, Italië. Voor het eerst sinds 28 jaar was het weer aanwezig op de Spelen. Er werd geen medaille gewonnen.

## Deelnemers en resultaten

### Gewichtheffen
| Olympiër         | Discipline | Resultaat | Prestatie                                             |
| ---------------- | ---------- | --------- | ----------------------------------------------------- |
| Philome Laguerre | -90kg (m)  | DNF       | drukken: 5de met 137,5kg trekken: geen geldige poging |

Afghanistan · Argentinië · Australië · Bahama's · België · Bermuda · Birma · Brazilië · Brits-Guiana · Bulgarije · Canada · Ceylon · Chili · Colombia · Cuba · Denemarken · Duits eenheidsteam · Ethiopië · Fiji · Filipijnen · Finland · Frankrijk · Ghana · Griekenland · Groot-Brittannië · Haïti · Hongarije · Hongkong · Ierland · IJsland · India · Indonesië · Irak · Iran · Israël · Italië · Japan · Joegoslavië · Kenia · Libanon · Liberia · Liechtenstein · Luxemburg · Malakka · Malta · Marokko · Mexico · Monaco · Nederland · Nederlandse Antillen · Nieuw-Zeeland · Nigeria · Noorwegen · Oeganda · Oostenrijk · Pakistan · Panama · Peru · Polen · Portugal · Puerto Rico · Roemenië · San Marino · Singapore · Soedan · Sovjet-Unie · Spanje · Suriname · Taiwan · Thailand · Tsjecho-Slowakije · Tunesië · Turkije · Uruguay · Venezuela · Verenigde Arabische Republiek · Verenigde Staten · Vietnam · West-Indische Federatie · Zuid-Afrika · Zuid-Korea · Zuid-Rhodesië · Zweden · Zwitserland